# Joe Carstairs

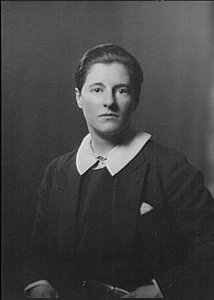
Carstairs, eind jaren 20

Marion Barbara (Joe) Carstairs (Londen, 1 februari 1900 – 18 december 1993) was een Britse motorbootracer en openlijke lesbienne.

## Levensloop
Carstairs was de dochter van Schotse militair en een Amerikaanse, wier familie rijk was geworden in de olie-ontginning in Texas. Haar vader verliet al snel het gezin en haar moeder had verschillende mislukte huwelijken en kampte met verslavingen. Op haar zestiende trok Carstairs naar Frankrijk om met ambulances achter het front te rijden. Terug in Londen opende ze het bedrijf X-Garage, een privé-taxidienst die enkel vrouwen tewerkstelde. Daarna legde ze zich toe op het racen met boten met buitenboordmotor. Ze liet voor zichzelf verschillende boten ontwerpen en behaalde verschillende prijzen in deze sporttak. Maar de grootste prijzen zoals de Harmsworth Trophy kon ze niet winnen.
In 1934 kocht Carstairs het privé-eiland Whale Cay in de Bahama's. Daar ontving ze beroemdheden zoals Marlene Dietrich en de hertog en de hertogin van Windsor. Voor de bewoners van het eiland liet ze een school en een dispensarium bouwen. Op latere leeftijd ging ze in Florida wonen waar ze op 93-jarige leeftijd overleed.
Door haar familiefortuin kon Carstairs er een luxueuze levensstijl op na houden. Carstairs liet zich aanspreken als Joe en was excentriek en openlijk homoseksueel. Ze droeg haar haren kort, droeg mannenkleren en had tattoos. Buiten een kort verstandshuwelijk had ze relaties met meer dan honderd vrouwen, onder wie Dolly Wilde (nicht van Oscar Wilde), Marlene Dietrich, Greta Garbo en Tallulah Bankhead.